# Ford Excursion
Ford Excursion – samochód osobowy typu SUV klasy pełnowymiarowej produkowany pod amerykańską marką Ford w latach 1999 – 2005. 

## Historia i opis modelu

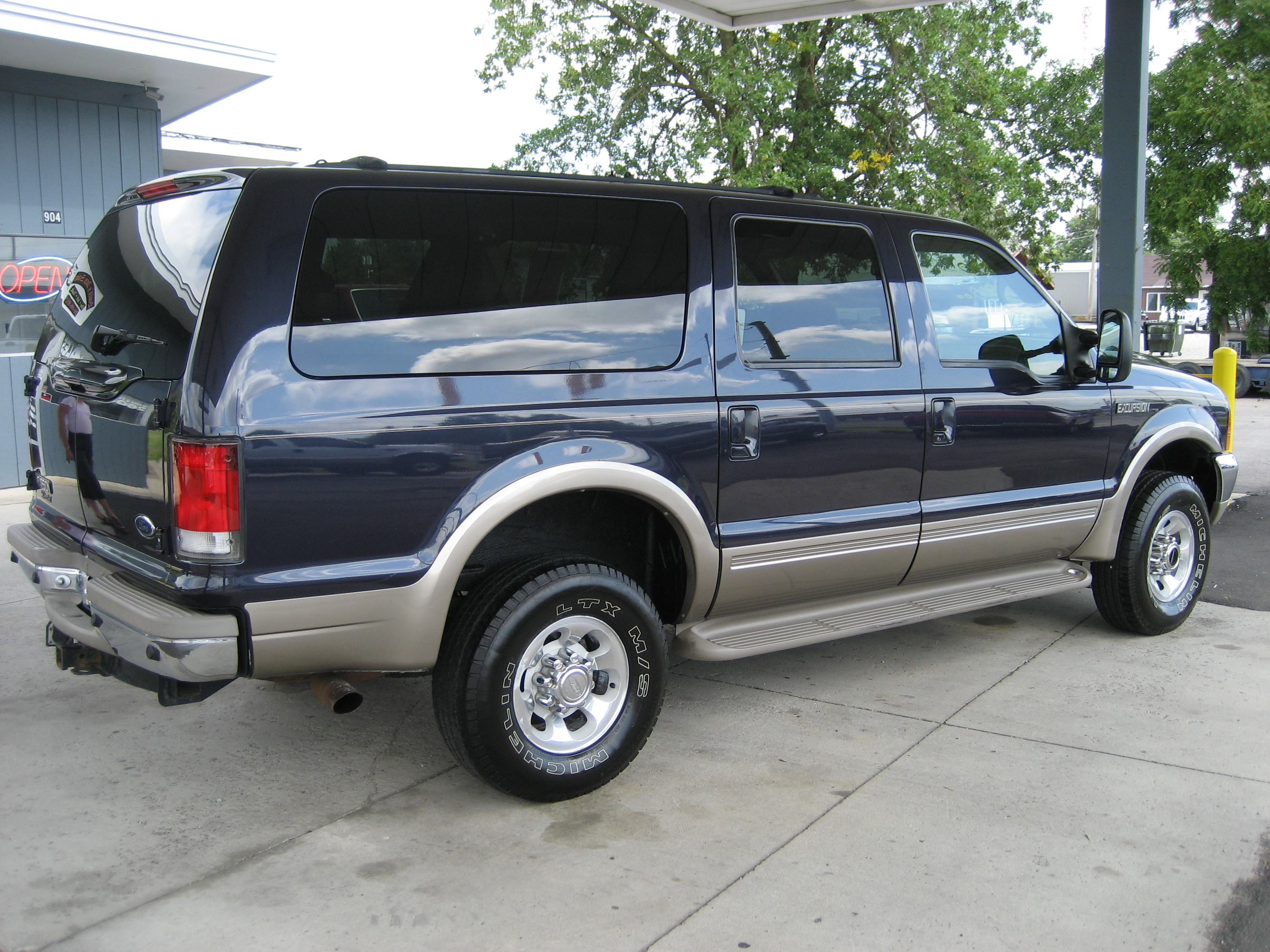
Ford Excursion - tył

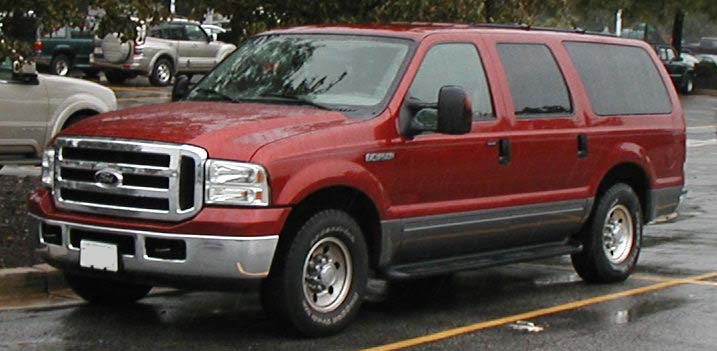
Ford Excursion po liftingu

Konstrukcyjnie oparty został na modelu Super Duty, był wówczas największym SUV-em Forda, jego głównym rywalem w segmencie był Chevrolet Suburban. Do napędu używano silników V8 i V10, moc przenoszona była na koła tylne (opcjonalnie AWD) poprzez 5-biegową manualną bądź 4-biegową automatyczną skrzynię biegów. Po zakończeniu produkcji w 2005 roku, Excursion został zastąpiony przez przedłużoną wersję modelu Expedition. W Brazylii wciąż produkowany jest Ford F-250 Tropivan Plus, który konstrukcyjnie oparty jest także na płycie podłogowej modelu Super Duty.

### Silniki

#### Benzynowe
- V8 5,4 l SOHC, 259 KM (190 kW) przy 4500 obr./min, 475 Nm przy 2500 obr./min
- V10 6,8 l SOHC, 314 KM (231 kW) przy 4250 obr./min, 576 Nm przy 3250 obr./min

#### Wysokoprężne
- V8 7,3 l OHV, 238 KM (175 kW) przy 2700 obr./min, 678 Nm przy 1600 obr./min
- V8 6,0 l OHV, 330 KM (242 kW), 773 Nm

### Sprzedaż
| Rocznik | Sprzedaż (USA) |
| ------- | -------------- |
| 1999    | 18315          |
| 2000    | 50786          |
| 2001    | 34710          |
| 2002    | 29042          |
| 2003    | 26259          |
| 2004    | 20010          |
| 2005    | 16283          |